# 8129 Michaelbusch
8129 Michaelbusch è un asteroide della fascia principale. Scoperto nel 1975, presenta un'orbita caratterizzata da un semiasse maggiore pari a 2,3634380 UA e da un'eccentricità di 0,0551456, inclinata di 2,49475° rispetto all'eclittica.